# Artem Polarus
Artem Ihorowycz Polarus, ukr. Артем Ігорович Полярус (ur. 5 lipca 1992 w Aleksandrii, w obwodzie kirowohradzkim, Ukraina) – ukraiński piłkarz, grający na pozycji pomocnika.

## Kariera piłkarska

### Kariera klubowa
Wychowanek klubu Ametyst Oleksandria, barwy którego bronił w juniorskich mistrzostwach Ukrainy (DJuFL). W 2009 rozpoczął karierę piłkarską w klubie Ametyst Oleksandria, występującej w amatorskich mistrzostwach obwodu. Również bronił barw drugiej drużyny FK Ołeksandrija. Podczas przerwy zimowej sezonu 2010/11 został zaproszony do pierwszej drużyny oleksandryjskiego klubu, w składzie którego 20 kwietnia 2011 debiutował w mistrzostwach Ukrainy. W sezonie 2014/15 występował w klubie Dynamo-2 Kijów. 25 czerwca 2015 ponownie został piłkarzem PFK Oleksandria. 30 maja 2019 opuścił FK Oleksandrija. W sezonie 2019/2020 grał w FK Chimki, a latem 2020 trafił do Achmatu Grozny. W marcu 2022 roku został zawodnikiem klubu Bruk-Bet Termalica Nieciecza.

### Kariera reprezentacyjna
Występował w młodzieżowej reprezentacji Ukrainy.

## Sukcesy i odznaczenia

### Sukcesy klubowe
PFK Oleksandria
- wicemistrz Ukraińskiej Pierwszej Ligi: 2013/14
- brązowy medalista Ukraińskiej Pierwszej Ligi: 2012/13
- brązowy medalista mistrzostw Ukrainy: 2018/19